# ガリレオ オリジナル・サウンドトラック
『ガリレオ オリジナル・サウンドトラック』は、フジテレビ系ドラマ『ガリレオ』のサウンドトラック。2007年11月21日に発売された。制作はユニバーサルJ、発売・販売元はユニバーサルミュージック。

## 解説
「〜福山雅治 SESSION〜」として6曲、「〜菅野祐悟 SESSION〜」として8曲が収録されている。福山がドラマのサウンドトラックを手掛けるのは、1999年に主演したフジテレビ系ドラマ『パーフェクトラブ!』のサウンドトラック盤以来である。
ドラマの主題歌であるKOH+「KISSして」のシングルも同時発売された。
劇中で使用された楽曲で本作に収録されていないものは、翌年（2008年）10月4日に公開された映画『容疑者Xの献身』のオリジナル・サウンドトラックに収録されている。

## 収録曲
- 1. - 2. - 作曲：福山雅治、編曲：福山雅治・井上鑑
- 3. - 6. - 作曲：福山雅治、編曲：井上鑑
- 7. - 14. - 作曲・編曲：菅野祐悟

1. vs. 〜知覚と快楽の螺旋〜
ドラマのオープニングテーマ。福山がインストゥルメンタルを手掛けるのは、今回が初めてであった。ドラマの台本も出来ていない段階でオファーを受けたので、原作小説を読んだイメージ（小説のままのイメージではなく、小説がドラマになるイメージ）で書いた楽曲。Aメロ、Bメロ、サビでギターの音色を変えており、曲中でディープ・パープルの楽曲「ハイウェイ・スター」のフレーズが取り入れられている。レコーディングはスケジュールの都合上、福山が作ったデモテープのギターに合わせて他の演奏メンバーが録音し、後から福山がギターを差し替えるといった方式で行われた。
サントラ発売前にラジオでオンエアされた際には「VS, 〜知覚と快楽の螺旋」のタイトル表記でオンエアされていたが、サントラ発売に伴い表記が変更された。
使用ギターはフェンダー・カスタム・ショップ・ストラトキャスター '57（ゴールド）、ギブソン・ES-335（エリック・クラプトン・モデル）、ギブソン・J-50 '59。
2008年に発売された23rdシングル「想 -new love new world-」（初回限定盤BのBonus CD）にライブ音源が収録されている。
2. 覚醒モーメント
「vs. 〜知覚と快楽の螺旋〜」とは対照的に、内に秘めたクールで理系なイメージで作られている。曲名は福山自身が曲から感じた雰囲気でつけ、「歌詞のある曲にはつけられないようなタイトルにした」とのこと。この楽曲のレコーディングも「vs. 〜知覚と快楽の螺旋〜」同様のレコーディング方式で行われた。　
2008年に発売された23rdシングル「想 -new love new world-」（初回限定盤BのBonus CD）にライブ音源が収録されている。
3. KISSして (jazz ver.)
4. vs. 〜知覚と快楽の螺旋〜 (guitar×piano ver.)
5. 覚醒モーメント (mid funk ver.)
6. KISSして 〜epilogue〜 (solo piano ver.)
7. 探偵ガリレオ
8. 帝都大学
9. 燃える
10. 物理学科第十三研究室
11. 転写る
12. 霊視る
13. 湯川学×内海薫
14. 予知夢